# Mihai Eșanu
Mihai Eșanu (ur. 7 czerwca 1994) – mołdawski zapaśnik walczący w stylu wolnym. Zajął trzynaste miejsce na mistrzostwach świata w 2019.
Dwunasty na mistrzostwach Europy w 2016. Trzeci na ME U-23 w 2015 roku.